# Psallus graminicola
Psallus graminicola är en insektsart som först beskrevs av Zetterstedt 1828.  Psallus graminicola ingår i släktet Psallus, och familjen ängsskinnbaggar. Arten är reproducerande i Sverige.